# 胡进庆
胡进庆（1936年3月—2019年5月13日），江苏常州人，中国动画导演。

## 生平
1953年毕业于北京电影学校动画系后，担任上海美术电影制片厂一级导演，并担任中国动画协会副会长，是中国剪纸动画创始人之一。职业生涯期间创作出《葫芦兄弟》、《渔童》、《金色的海螺》、《人参娃娃》、《鹬蚌相争》等脍炙人口的动画作品。
2019年5月13日病逝于上海市第六人民医院，享年83岁。

## 荣誉
曾获文化部优秀影片奖、金鸡奖、西柏林国际电影节最佳短片“银熊奖”等殊荣。